# Between the Walls
Between the Walls è il quarto album della band speed metal/power metal Axel Rudi Pell. Il disco è stato pubblicato nel 1994.

## Tracce
1. The Curse
2. Talk Of The Guns
3. Warrior
4. Cry Of The Gypsy
5. Casbah
6. Outlaw
7. Wishing Well
8. Innocent Child
9. Between The Walls
10. Desert Fire

## Formazione
- Axel Rudi Pell – chitarra
- Jeff Scott Soto – voce
- Julie Greaux – tastiera
- Volker Krawczak – basso
- Jörg Michael – batteria